# Kinosternon creaseri
Kinosternon creaseri är en sköldpaddsart som beskrevs av Hartweg 1934. Kinosternon creaseri ingår i släktet Kinosternon, och familjen slamsköldpaddor. IUCN kategoriserar arten globalt som livskraftig. Inga underarter finns listade.

## Beskrivning
Arten är endast aktiv under regnsäsongen som är från juni till oktober och tillbringar resten av året i dvala. Arten blir könsmogen vid en ålder av mellan 10 och 15 år.

## Fortplantning
Honor lägger ägg två till fyra gånger per år med endast ett ägg per kull (i fångenskap upp till två).

## Utbredning
Arten finns i västra Mexiko på Yucatánhalvön. Den är relativt vanlig.

## Habitat
Arten finns i områden utan rinnande vattendrag och hittas då i småpölar med djup på mellan 5 och 30 cm (maximalt 80 cm) och i cenoter (hål i kalkstensberggrunden).

## Föda
Kinosternon baurii är köttätare och äter insekter, insektslarver och snäckor.

## Hot
Arten fångas och äts i små kvantiteter av lokalbefolkningen. Det sägs att blodet och köttet kan hjälpa mot vissa sjukdomar.